# 入江相政日記
『入江相政日記』（いりえすけまさにっき）は、昭和天皇の侍従長を務めた入江相政（1905年生まれ）が、1935年から1985年9月に死去する前日までほぼ毎日記した日記。朝日新聞社で公刊された。

## 概要
入江は侍従次長を経て、稲田周一の後任で1969年から1985年まで侍従長を務め、80歳を迎えたのを機に、10月1日付けで退任を公表していたが、その前々日の9月29日（日曜）に自宅で歿した。
戦前から太平洋戦争前後の混乱、終戦およびGHQの占領を経て戦後復興とそれに伴う象徴天皇制の確立・定着に至る昭和天皇、香淳皇后をはじめとする皇室・旧皇族の動静、歴代侍従長はじめ宮内庁関係者の横顔、旧堂上華族家だったが敗戦・占領改革による生活難を、皇室を題材としたエッセイの数々を執筆し文筆家となることで、克服していく入江一家の生活史などが、随筆家らしい平易な文体で綴られている。
1959年（昭和34年）春の皇太子明仁親王と正田美智子の皇太子成婚に至るまでの皇后や女性皇族・華族婦人（常磐会）達の反発、70代を迎えた昭和天皇の健康の衰え、またあまり知られていなかった数々の秘話では、1953年（昭和28年）1月に亡くなった秩父宮雍仁親王の豊島岡墓地での葬儀には、田島道治（初代宮内庁長官）の独断により天皇・皇后が参列できなかったことや、今城誼子をめぐる宮中内の騒動なども、当事者の立場で記述されている。
なお、単行本として刊行されるにあたっては、著作権者の監修のもと、朝日新聞社が原史料の記述を取捨選択したため、活字化されたのは原史料の1/5程度とされるが、原史料は現在所在不明。

## 刊行書籍
- 『入江相政日記』全6巻、朝日新聞社、1990 - 1991年
- 『入江相政日記』全12巻、朝日文庫、1994 - 1995年
  - 長男入江為年監修で、宮内庁詰め記者の岸田英夫らが編集担当、最終巻に人名索引。なお昭和から平成へ代替わりした時期に、朝日新聞朝刊で抜粋連載された。